# ماثيو غرين (لاعب كرة قدم)
ماثيو غرين (بالإنجليزية: Matthew Green)‏ هو لاعب كرة قدم ومدرب كرة قدم بريطاني، ولد في 1972.